# Eupithecia compressata
Eupithecia compressata är en fjärilsart som beskrevs av Achille Guenée 1858. Eupithecia compressata ingår i släktet Eupithecia och familjen mätare. Inga underarter finns listade i Catalogue of Life.